# Stefania Aloia
Stefania Aloia (Torino, 15 aprile 1967) è una giornalista italiana.

## Biografia
Nata a Torino, giornalista, dal 1º ottobre 2001 è iscritta all'Ordine dei giornalisti.
I primi passi nella sua carriera giornalistica l'hanno vista collaborare con settimanali locali a Torino e poi nell'edizione piemontese de Il Giornale.
Lavora poi a Radio Rai e all'agenzia di stampa ANSA.
Nel 2008 diviene giornalista per la Repubblica. 
Nel 2020 è stata nominata caporedattrice centrale del giornale, e nel marzo 2021 vicedirettrice. 
È stata la direttrice del quotidiano Il Secolo XIX dal 1° ottobre 2023 succedendo a Luca Ubaldeschi   fino al 28 settembre 2024, quando subentra alla direzione Michele Brambilla.